# Giovanni I (vescovo di Savona)
Giovanni I (fl. X-XI secolo) è stato un vescovo cattolico longobardo, vescovo di Savona dal 999.
Fu nominato vescovo in un diploma dell'imperatore Ottone III datato al settembre del 999. Non ci sono altre notizie a suo riguardo e non è certo se il suo successore diretto fosse il vescovo Ardemano citato in un atto del 1014, o si debbano collocare in questo lasso di tempo altri vescovi di cui non è giunta memoria.